# Palaniappan Chidambaram
Palaniappan Chidambaram (16 de setembro de 1945) é um político indiano e atual Ministro da Administração Interna da República da Índia. Anteriormente, ele era o ministro das Finanças da Índia, de novembro de 2004 a novembro de 2008. Após a renúncia de Shivraj Patil, Chidambaram assumiu o seu cargo atual de Ministro Interior no país.